# Sphenomorphus maculicollus
Espèce
Sphenomorphus maculicollus est une espèce de sauriens de la famille des Scincidae.

## Répartition
Cette espèce est endémique du Sarawak en Malaisie orientale.

## Publication originale
- Bacon, 1967 : Systematic status of three scincid lizards (genus Sphenomorphus) from Borneo. Fieldiana Zoology, vol. 51, p. 63-76 (texte intégral).